# On the Night Stage
On the Night Stage è un film muto del 1915 diretto da Reginald Barker con la supervisione di Thomas H. Ince.

## Trama
Belle Shields, la regina del saloon, trascura l'innamorato Texas quando in paese giunge il nuovo pastore, il giovane Alexander Austin. Texas, geloso, finisce in una rissa tra ubriachi a causa di Belle, ma, quando finisce per conoscere il pastore, tra i due uomini nasce una forte e sincera amicizia. Diventata la moglie di Austin, Belle conduce una vita morigerata. Ma, durante il soggiorno in una città vicina, torna alle vecchie abitudini e, recatasi in una sala da ballo, fa la civetta, suscitando la passione di Jack Malone, un giocatore di professione che si infiamma per lei. Tornata a casa, è conscia dell'errore fatto ma, quando riceve una lettera da Jack che le annuncia una sua visita in casa quella notte, lei non sa che fare. Si confida allora con Texas, rimasto suo buon amico. L'uomo prende in mano la situazione e, all'arrivo di Malone, lo blocca prima che possa entrare in casa. Tra i due nasce uno scontro a fuoco nel quale Malone resta ucciso.

## Produzione
Il film fu prodotto dalla New York Motion Picture.

## Distribuzione
Il copyright del film, richiesto dalla New York Motion Picture Corp., fu registrato il 25 aprile 1915 con il numero LP4961.
Distribuito dalla Mutual Film, il film uscì nelle sale cinematografiche degli Stati Uniti il 25 aprile 1915 dopo essere stato presentato in prima il 15 aprile. Nel 1918, la W. H. Productions ne fece una riedizione che prese il titolo The Bandit and the Preacher.
Copie della pellicola sono conservate negli archivi della Library of Congress, in quelli del George Eastman Museum, dell'UCLA Film and Television Archive e nella collezione Newhall/William S. Hart.